# Scartichthys viridis
Scartichthys viridis är en fiskart som först beskrevs av Valenciennes, 1836.  Scartichthys viridis ingår i släktet Scartichthys och familjen Blenniidae. IUCN kategoriserar arten globalt som livskraftig. Inga underarter finns listade i Catalogue of Life.